# 任心廉
任心廉（1935年3月—2018年3月22日），四川省盐亭县人。1935年生，1958年于重庆大学毕业，1966年获苏联列宁格勒工学院博士学位。曾在华中工学院任教、兼任教务处处长，教育部高教司处长，湖北省委科教部副部长，武汉大学党委书记、副校长、教授等职位。材料学家、教育家，马列主义思想政治工作者。

## 简历
2000年，被中共中央任命为副部级干部。2003年武汉大学110周年校庆之际，顾海良接替任心廉出任武大党委书记、湖北省心理学会会长。“211”工程学科评审专家，《学校思想教育》主任编委、《湖北省社会科学》编委、《汉语大字典》工作委员会委员。

## 人物评价
任心廉在任期间的十四年被认为是武大改革开放后发展最低谷阶段，他担任武汉大学党委书记，被认为是教育部和湖北省打压刘道玉校长改革的重要人物。武汉大学贪污案重要人物陈昭方就是在他任内被提拔和重用为总会计师，主要贪污事实也发生于他担任武汉大学党委书记的末期。